# Piper solutidrupum
Piper solutidrupum är en pepparväxtart som beskrevs av Truman George Yuncker. Piper solutidrupum ingår i släktet Piper och familjen pepparväxter. Inga underarter finns listade i Catalogue of Life.